# Бели брег
Вижте пояснителната страница за други значения на Бели брег.
Бѐли брег е село в Северозападна България. То се намира в община Бойчиновци, област Монтана.

## Личности
1. ↑  www.grao.bg